# Guity Novin
Guity Novin, vlastním jménem Guity Navran (* 21. dubna 1944, Kermánšáh, Írán), je kanadská malířka a kreslířka.
V současnosti bydlí a pracuje ve Vancouveru a Torontu.